# Helmut Wirth (Komponist)
Helmut Wirth (* 10. Oktober 1912 in Kiel; † 2. Februar 1989 in Hamburg) war ein deutscher Musikwissenschaftler und Komponist.

## Leben
Wirth war von 1929 bis 1931 ein Kompositionsschüler bei Reinhard Oppel in Kiel. Ab 1932 studierte er Musikwissenschaft, Philosophie und Geschichte an der  Christian-Albrechts-Universität zu Kiel und wurde 1937 mit einer Arbeit über Joseph Haydn als Dramatiker promoviert.
Seit 1936 war Wirth beim Reichssender Hamburg tätig. In den Jahren 1942 bis 1944 leitete er die Musikabteilungen der Funkhäuser in Kaunas (Litauen) und Tallinn (Estland). Von 1949 bis 1953 lehrte Wirth als Gastdozent das Fach Musikgeschichte an der Universität Hamburg und von 1952 bis 1972 an der Schleswig-Holsteinischen Musikakademie in Lübeck. In den 1960er Jahren leitete er die Kammermusikabteilung und das Musiklektorat beim Norddeutschen Rundfunk in Hamburg.
Sein kompositorisches Werk, das zum Teil bei Hüllenhagen & Griehl sowie beim Sikorski Musikverlag verlegt wurde, umfasst Lieder, Klavier- und Kammermusik. Auch eine Bearbeitung von Alessandro Scarlattis Già il sole dal Gange für Streichorchester hat Wirth erstellt.
Wirth war Mitglied im Kuratorium der Elsa-Reger-Stiftung im Max-Reger-Institut in Bonn-Bad Godesberg. 1983 wurde er von der Stadt Hamburg mit der Johannes-Brahms-Medaille ausgezeichnet.
Helmut Wirth wurde auf dem Friedhof Ohlsdorf (Planquadrat M 13) beigesetzt.

## Werke (Auswahl)
- 1936: Sonatine für Klavier. Für Hans Joachim Therstappen. Hüllenhagen & Griehl, Hamburg 1936.
- 1960: Sonate für Violoncello und Klavier. (= Edition Sikorski Nr. 655). Sikorski, Hamburg.

## Veröffentlichungen (Auswahl)

### Monografien
- Joseph Haydn als Dramatiker. Sein Bühnenschaffen als Beitrag zur Geschichte der deutschen Oper. (= Kieler Beiträge zur Musikwissenschaft, Heft 7). Zugleich Dissertation. Georg Kallmeyer, Wolfenbüttel und Berlin 1940.
- Max Reger in Selbstzeugnissen und Bilddokumenten. (= rowohlts monographien, Bd. 206). Rowohlt, Reinbek bei Hamburg 1973, ISBN 3-499-50206-2.

### Herausgeberschaften
- Brahms–Studien. (= Veröffentlichung der Johannes Brahms Gesellschaft, Band 2). Verlag der Musikalienhandlung Karl Dieter Wagner, Hamburg 1977, ISBN 978-3-92102948-0.
- Brahms–Studien. (= Veröffentlichung der Johannes Brahms Gesellschaft, Band 3). Verlag der Musikalienhandlung Karl Dieter Wagner, Hamburg 1979, ISBN 978-3-92102971-8.

### Aufsätze
- Notizen zu Regers Klavierwerk. In: Schriftenreihe Max-Reger-Institut (MRI), Nr. 3/1955.[2]
- Max Reger. Variationen und Fuge über ein Thema von Mozart op. 132.Mit Schallplatte herausgegeben vom Institut für Film und Bild in Wissenschaft und Unterricht. In: Schulproduktion Musik, München 1962.[2]
- Max Reger. Werkauswahl für junge Hörer. Mit Schallplatte herausgegeben vom Institut für Film und Bild in Wissenschaft und Unterricht. In: Schulproduktion Musik, München 1968.[2]
- Max Reger und Edvard Grieg. In: Schriftenreihe Max-Reger-Institut (MRI), Nr. 18/1971.[2]

## Quelle
- Komponisten und Komponistinnen in der Datenbank Schleswig-Holstein.